# زبان تحلیلی
زبان تحلیلی(زبان تک‌هجایی)(به انگلیسی: Analytic Language), زبانی که چهره‌یِ واژه‌هایِ آن، برایِ نمایشِ جایگاه و معنایِ دستوری‌شان دگرگون نمی‌شود و زنجیره‌یِ سخن (word order) است که روابطِ نحوی را نمایان می‌کند. در برابر زبان‌های تحلیلی زبان‌هایِ ترکیب گر قرار می‌گیرد. نمونه‌‌هایی از زبان‌های تحلیلی زبان‌های چینی، ویتنامی، برمه‌ای، تبتی هستند.
دراین زبان‌ها حالت‌های اسم، فعل، حرف و... و زمان‌های حال، آینده، گذشته و وجوهِ اخباری، التزامی و شرطی و...دیده نمی‌شوند. این مسئله باعثِ فزونیِ هجا در این زبان‌ها شده. ضمن اینکه آوا وتلفظِ هجاها، نقش هجاها درجمله نوع هجا(اسم، فعل و...) را مشخص می‌کند‌.